# Jason Pitton
Jason Pitton (Brampton, 23 maggio 1986) è un ex hockeista su ghiaccio canadese naturalizzato italiano, militava come attaccante.

## Carriera
Jason Pitton crebbe nella Ontario Hockey League con i Sault Ste. Marie Greyhounds dal 2003 al 2005, con 93 punti in 180 partite disputate, mentre nella stagione 2005-2006 militò nei Guelph Storm con 23 punti ottenuti in 46 gare. Nel 2004 Pitton fu scelto all'ottavo giro dai New York Islanders.
Nel 2006 esordì nell'organizzazione degli Islanders in American Hockey League con i Bridgeport Sound Tigers, squadra con cui giocò regolarmente fino al 2009; in 132 presenze fu autore di 12 reti e di 16 assist. Per parte della stagione 2007-2008 giocò in ECHL con gli Utah Grizzlies, con 13 punti in 23 presenze. Nella stagione 2009-2010 alternò presenze in AHL con gli Springfield Falcons ad altre in ECHL presso i Stockton Thunder.
Nella stagione 2010-2011 Jason Pitton cambiò squadra più volte fra AHL ed ECHL. Trascorse gran parte dell'anno a Stockton, mentre per brevi periodi fu prestato ai Manitoba Moose, ai Worcester Sharks e di nuovo ai Sound Tigers.
Nell'estate del 2011 approdò per la prima volta in Europa nella Serie A italiana con l'Asiago Hockey. In 34 partite giocate fu autore di 7 reti e 14 assist. Nell'estate successiva si accordò per una stagione con la squadra dell'Elite Ice Hockey League dei Fife Flyers.
Dopo una stagione scelse di ritornare nella propria città natale ingaggiato dai Brampton Beast, squadra nata nel 2013 e iscritta alla Central Hockey League.